# Mecodema florae
Mecodema florae es una especie de escarabajo del género Mecodema, familia Carabidae. Fue descrita científicamente por Britton en 1949.
Esta especie se encuentra en Nueva Zelanda.
Su longitud es 17,5–19,5 mm, ancho pronotal de 3,9–5,1 mm y elitral de 4,7–6,1 mm. El color del cuerpo dorsalmente es negro mate, puede ser marrón rojizo, ventralmente marrón rojizo oscuro.